# Bob Falkenburg
Robert Falkenburg, Bob Falkenburg (ur. 29 stycznia 1926 w Nowym Jorku, zm. 6 stycznia 2022 w Santa Ynez) – amerykański tenisista, zwycięzca Wimbledonu w grze pojedynczej i podwójnej, reprezentant Brazylii w Pucharze Davisa.

## Kariera tenisowa
Pochodził z rodziny o korzeniach niemieckich. W tenisa grała również jego siostra Jinx (później znana aktorka i modelka) oraz brat Tom, razem z którym zdobył tytuł mistrza USA szkół średnich (Interscholastic) w 1942 w grze podwójnej. W tym samym roku (w barwach Los Angeles Fairfax High) Bob triumfował w tych rozgrywkach również w singlu. W 1942 i 1943 był także mistrzem USA juniorów, a w 1946 mistrzem szkół wyższych (US Intercollegiate), reprezentując barwy University of Southern California. Służył w armii pod koniec II wojny światowej.
Wysoki, szczupły Falkenburg był zawodnikiem praworęcznym, dysponującym potężnym serwisem, po którym chętnie atakował wolejem (zwłaszcza bekhendowym) przy siatce. Dysponował dobrym smeczem, był znany z szybkości, a Jack Kramer porównywał jego grę do słynnego zawodowca Pancho Gonzáleza. Słabszą stroną Falkenburga był forhend. Na jego grę wpływ miały także kłopoty z oddychaniem, na które zawodnik znalazł swoistą receptę – często rezygnował z walki w setach, w których wysoko przegrywał, regenerując w tym czasie siły. Nie miało to jednak wpływu na waleczność, którą wykazywał przy rzeczywiście ważnych punktach. Typowym meczem dla gry Falkenburga był finał Wimbledonu w 1948. Amerykanin zmierzył się w nim z Johnem Bromwichem i jeden z setów oddał do zera. Kiedy jednak przegrywał 3:5 w decydującej partii, nie zrezygnował z walki, obronił trzy meczbole i doprowadził pojedynek do zwycięskiego dla siebie końca. Był to jego największy singlowy sukces w karierze.
Bromwich zrewanżował się Falkenburgowi w ćwierćfinale rok później, również w pięciu setach (3:6, 9:11, 6:0, 6:0, 6:4). Falkenburg wygrał Wimbledon w deblu w 1947 w parze z Jackiem Kramerem, a w 1944 triumfował w grze podwójnej na mistrzostwach USA, partnerując Donowi McNeillowi. W wieku 18 lat był jednym z młodszych triumfatorów debla w tej imprezie. W grze pojedynczej na mistrzostwach USA musiał się zadowolić półfinałem w 1946 i ćwierćfinałem w 1947 (w obu turniejach przegrywał z Kramerem) oraz ćwierćfinałem w 1948. W 1943 po raz pierwszy znalazł się w najlepszej dziesiątce rankingu amerykańskiego. Najwyżej w tej klasyfikacji był w 1948 (na 5. miejscu), w tymże roku znalazł się także na 7. miejscu nieoficjalnego rankingu światowego pisma „Daily Telegraph”.
Po sukcesie wimbledońskim nie osiągnął już znaczących rezultatów. Nigdy nie powołany do amerykańskiej ekipy w Pucharze Davisa, wystąpił w latach 1954–1955 w czterech meczach międzypaństwowych w barwach Brazylii, gdzie osiedlił się na początku lat 50. (zawarł związek małżeński, później przyjął także obywatelstwo). W ramach Pucharu Davisa przegrał pojedynki z kilkoma liczącymi się rywalami, m.in. Brytyjczykiem Tony Mottramem oraz Australijczykami Lew Hoadem i Kenem Rosewallem. Po zakończeniu kariery sportowej odniósł w Brazylii sukces jako biznesmen w branży spożywczej, m.in. założył sieć barów fast foodowych Bob’s.
W 1974 został wpisany do Międzynarodowej Tenisowej Galerii Sławy.

## Osiągnięcia w turniejachwielkoszlemowych
- Wimbledon
  - gra pojedyncza – wygrana 1948
  - gra podwójna – wygrana 1947 (z Jackiem Kramerem)
- mistrzostwa USA
  - gra podwójna – wygrana 1944 (z Donem McNeillem)
  - gra mieszana – finał 1945 (z Doris Hart)

### Finały singlowe w turniejach wielkoszlemowych
- Wimbledon 1948 – 7:5, 0:6, 6:2, 3:6, 7:5 z Johnem Bromwichem